# Pueblo Nuevo (Nicarágua)
Pueblo Nuevo é um município da Nicarágua, situado no departamento de Estelí.  Sua população em 2020 foi estimada em 23.948 habitantes. Tem 203 km² de área